# Saurauia peduncularis
Saurauia peduncularis là một loài thực vật có hoa trong họ Dương đào. Loài này được Triana & Planch. miêu tả khoa học đầu tiên năm 1862.
Đây là loài cây bụi mọc chủ yếu ở khu vực nhiệt đới ẩm ướt. Phạm vi sinh sống của loài này là ở phía Tây Nam Mỹ.